# جينو برازيل
جينو برازيل (بالإنجليزية: Gino Brazil)‏ (28 مارس 1968 في جمهورية أيرلندا - ) هو لاعب كرة قدم أيرلندي في مركز الدفاع. لعب مع باتريك أتلتيك ونادي شامروك روفرز ونادي فين هاربز وهوم فارم ‏ وأثلون تاون ‏.